# Orano
Ne doit pas être confondu avec Areva ou Framatome.
Orano est une entreprise française détenue par l'État français spécialisée dans les combustibles nucléaires et issue du démantèlement en 2018 de la multinationale française Areva, restée pendant deux décennies leader mondial du secteur de l'énergie nucléaire.
Areva étant ébranlée par plusieurs affaires politico-financières, ses effectifs ont chuté de 78 % en une décennie : 76 000 salariés en 2010 puis 42 000 en 2014 et seulement 16 500 en 2020 dans la nouvelle entreprise Orano. Le gouvernement avait contraint Areva à la vente à Alstom en 2010 de sa très rentable Areva T&D, convoitée depuis 2006 par Alstom et Bouygues.
En 2016, la société New Areva est créée pour regrouper les activités relatives au combustible nucléaire : extraction de l'uranium à la mine, concentration, raffinage, conversion et enrichissement de l'uranium, fabrication d'assemblages de combustibles nucléaires, transport des combustibles nucléaires, traitement des combustibles nucléaires usés, démantèlement nucléaire et gestion des déchets radioactifs. Le 23 janvier 2018, New Areva devient Orano.

## Histoire

### 2018: démantèlement d'Areva et création d'Orano
Le 23 janvier 2018, la restructuration d'Areva est achevée. New Areva (également dénommée NewCo) qui est la nouvelle société créée autour du cycle du combustible nucléaire d'ex-Areva, prend le nom d'Orano qui ne gardera le contrôle que sur les activités de production et de recyclage du combustible nucléaire,,.
Le logo d'Orano s'appuie sur une référence visuelle à la circularité de l'activité du groupe (recyclage des combustibles nucléaires). L'identité d'Orano a été confiée à Insign, une agence de brand design, pour un coût global de cinq millions d'euros. Le nom d'Orano fait référence à Ouranos, dieu grec du ciel et son pendant romain Uranus, d'où la planète Uranus tire son nom, et qui a servi plus tard lorsqu'il s'est agi de trouver un nom à l'uranium. La couleur jaune a été choisie en référence à la couleur du minerai d'uranium.
Le recentrage sur le cycle de l'uranium entraîne une réduction du périmètre d'Orano par rapport à celui d'ex-Areva. Le chiffre d'affaires devrait être divisé par deux et s'établir à deux milliards d'euros en 2018. L'effectif du nouvel ensemble est ramené de 40 000 à 16 000 salariés.
Le 27 janvier 2018, l'entrée au capital des investisseurs japonais Mitsubishi Heavy Industries (MHI) et JNFL (Japan Nuclear Fuel Limited) est effective : en apportant, ensemble, 500 millions d'euros, chacun détient désormais 5 % du capital d'Orano. La prise de participation du chinois CNNC, évoquée depuis le protocole d'accord de 2015, n'a pas lieu, en raison des exigences trop importantes des dirigeants de CNNC.
Début mai 2018, Orano signe un contrat de faisabilité de retraitement de combustible russe de réacteurs VVER 1000 (avec l'électricien ukrainien EnergoAtom) qui ouvre la voie au recyclage de combustibles ukrainiens en France à l'usine de la Hague. Les déchets ultimes issus de ce traitement seront conditionnés « de façon sûre et stable ».
Fin 2019, Orano quitte la Tour Areva de La Défense pour s'installer à Châtillon.

### 2021-2022
En février 2021, Orano annonce avoir reçu des permis d'exploration attribués par les autorités locales pour chercher des gisements d'uranium dans deux zones du Groenland.
Le 19 août 2021, Orano signe avec quatre électriciens allemands (PreussenElektra, RWE, EnBW et Vattenfall) des contrats pour « le retour de l'intégralité des déchets nucléaires allemands encore entreposés » dans son usine de La Hague d'ici à 2024. Ces quatre sociétés verseront en contrepartie plus d'un milliard d'euros à Orano. Les gouvernements français et allemand s'étaient mis d'accord en juin sur le principe de ce retour. Orano a traité plus de 5 000 tonnes de combustibles usés des centrales nucléaires allemandes entre 1977 et 1991. Ces déchets traités à La Hague, représentant « plus de 97 % » de la radioactivité, ont déjà été renvoyés en Allemagne entre 1996 et 2011 pour y être stockés ; l'accord de 2021 porte sur le reliquat composé de déchets à haute activité radioactive à vie longue ainsi que d'emballages usés qui ont servi au transport des matières radioactives.
En septembre 2021, l'État français annonce le rachat des dernières parts possédées par Areva S.A. dans le capital d'Orano pour un montant évalué à 563 millions d'euros, ce qui représente environ 9,4 % du capital de la société, soit 24,8 millions d'actions.
En décembre 2022, Orano relance le projet d'extension de son usine Georges-Besse II d'enrichissement d'uranium, dont le coût est estimé entre 1,3 et 1,7 milliard d'euros. Ce projet, à l'étude chez Areva en 2004, avait été arrêté à la suite de l'accident de Fukushima, mais redevient opportun à la suite de l'invasion de l'Ukraine par la Russie en 2022, qui cause une désaffection croissante pour des commandes d'uranium enrichi russe. Le marché mondial est dominé par le russe Rosatom, qui détient près de 50 % de parts de marché ; Orano revendique un peu plus de 10 % de parts de marché, derrière le néerlandais Urenco. L'administration américaine a indiqué son souhait de supprimer tout approvisionnement russe pour l'uranium enrichi d'ici 2030. Le projet d'extension de l'usine Georges-Besse II vise une augmentation de ses capacités de production d'uranium de 7,5 millions à 11 millions d'UTS ; les travaux commenceraient fin 2024 pour commencer à fournir les clients en 2028,.

### 2023
En 2023, le chiffre d'affaires d'Orano augmente de 12,7 % et sa dette nette tombe au-dessous de 1,5 milliard d'euros, près d'un milliard de moins qu'en 2018. Le carnet de commandes atteint 30,8 milliards d'euros, après plus de 9 milliards de prises de commande en 2023. Les activités de diversification dans les batteries et le médical pourraient renforcer l'entreprise : les batteries pourraient peser entre 1,2 et 1,3 milliard d'euros de chiffre d'affaires à l'horizon 2030 et les essais de phase 2 en cours aux États-Unis sur l'alphathérapie ciblée mise au point par Orano Med pour traiter des cancers ont obtenu de la Food and Drug Administration le statut de « percée thérapeutique ». Orano va investir 1,7 milliard d'euros pour augmenter de 30 % ses capacités d'enrichissement au Tricastin et étudie la fourniture des combustibles des futurs SMR.

### 2024
Tout au long de l'année 2024, les activités minières au Niger, Orano Niger, sont perturbées. En février la production d'uranium de la Somaîr au Niger redémarre après la suspension des activités liés au coup d'état en 2023. Mais en octobre, Orano annonce « suspendre » sa production, faute de pouvoir « continuer à travailler » dans le pays. Et en décembre, le groupe annonce avoir « perdu le contrôle opérationnel » de sa filiale minière au Niger, le permis d'exploitation ayant été suspendu par les autorités Nigériennes. Orano indique avoir demandé un arbitrage international à l'encontre du Niger.

### 2025
En juin 2025, l’État du Niger décide, lors d'un conseil des ministres, « de nationaliser la Société des mines de l'Aïr, filiale d'Orano au Niger ; les actions et le patrimoine de la Somaïr sont intégralement transférés en toute propriété à l’État du Niger ».

## Activités

### Métiers
Depuis 2018, Orano, recentré sur la valorisation des matières nucléaires et la gestion des déchets, est divisé en quatre familles de métiers, :
1. Mines
  - Orano Mining (anciennement Areva Mines, au sein d'Areva NC), spécialisé dans les activités minières (extraction de l'uranium : elle fournit des concentrés d'uranium pour l'industrie nucléaire) ;
    - Orano Mining Niger regroupant les activités des mines de Cominak SA, Somair SA ainsi que le projet de mine Imouraren SA
    - Katco (Kazakhstan) co-entreprise avec l'état kazakh
    - Orano Resources Southern Africa (UraMin)
    - Orano Canada Inc.
    - Areva Mongol LLC
    - Nurlikum Mining (Ouzbékistan)
2. Amont
  - Orano Chimie - Enrichissement (Orano CE) (anciennement au sein d'Areva NC, puis Orano Cycle), spécialisé dans les activités de chimie et d'enrichissement d'uranium, notamment sur les site du Tricastin et de Malvési
    - Cette branche comprend notamment l'ancienne usine d'enrichissement eurodif, la nouvelle usine d'enrichissement George Besse II, les usines chimiques de Comurhex et la Socatri.
    - Société d'enrichissement du Tricastin (SET)
    - Laboratoire d'Etalons d'Activité (LEA)
3. Aval
  - Orano Recyclage (anciennement au sein d'Areva NC, puis Orano Cycle), spécialisé dans les activités de traitement et de recyclage des combustibles usés, notamment sur le site de La Hague ;
  - Orano Nuclear Packages and Services, dans les solutions de logistique nucléaire (transport, entreposage et gestion de la matière)
    - Lemaréchal Celestin SAS
    - Orano NCS GmbH (Allemagne)
    - Transnuclear Ltd (Japon) détenue à 50% sur les opérations de recyclage, transport et traitement du parc nucléaire japonais

  - Orano Démantèlement et Services SA (DS) né de la fusion de la STMI, Trihom et autres sous traitants nucléaires
    - Société industrielle de combustible nucléaire (SICN), Société des techniques en milieu ionisant (STMI), Compagnie française de mines et métaux (CFMM),
    - Orano Démantèlement (anciennement Orano Cycle), spécialisé dans le démantèlement d'installations nucléaires

  - Orano Projets spécialisé dans l'ingenierie via la détention de Inevo Group et Ceris
4. Autres activités
  - Orano Med (anciennement Areva Med) spécialisé dans la médecine nucléaire et le traitement par alphathérapie ciblé
  - Orano Batteries, programme de développement autour d'usines de recyclage et de production de batteries électriques en partenariat avec Stellantis et XTC New Energy

### Activités situées en amont
Trois activités situées en amont ont joué un rôle important et ont été conservées en 2016 :

Schéma du retraitement du combustible nucléaire.

- l'activité de la chimie a pour principal métier la conversion de concentrés d'uranium naturel (yellow cake en provenance des mines) en hexafluorure d'uranium (UF6). Cette étape de conversion comprend le raffinage et la fluoration de l'uranium sur les sites français de Malvési et Pierrelatte. C'est un préalable incontournable au procédé d'enrichissement, dans la production de combustible nucléaire. Cette activité produit également (via la filiale Comurhex) différents produits fluorés utilisés dans l'industrie hors nucléaire ;
- l'enrichissement. L'hexafluorure d'uranium (UF6) ne contient que 0,7 % d'uranium 235 : l'enrichissement de l'uranium naturel consiste à concentrer cette teneur pour la faire s'élever entre 3 et 5 %. Jusqu'à juin 2012, deux procédés différents étaient utilisés pour l'enrichissement. Areva, qui utilisait jusque-là principalement la diffusion gazeuse, utilise la technologie de centrifugation dans sa nouvelle usine Georges-Besse II sur le site nucléaire du Tricastin. La mise en service de cette usine est réalisée par étapes : en 2011 se sont déroulés la mise en production de la première cascade de centrifugeuses de l'unité sud et la production des premières Unités de Travail de Séparation (UTS) commerciales. En mars 2013, l'unité nord de l'usine a été inaugurée[25]. À fin 2013, l'usine Georges Besse II, la capacité de production installée était de 5,5 MUTS, soit 74 % de la capacité nominale à atteindre en 2016. 
 L'ancienne usine d'enrichissement Georges Besse d'Eurodif, qui utilisait la diffusion gazeuse, a cessé définitivement sa production en mai 2012. Un décret publié au Journal Officiel le 24 mai 2013, autorise l'usine Georges Besse sur le site du Tricastin à réaliser les opérations PRISME  (Projet de Rinçage Intensif Suivi de la Mise à l'air d'EURODIF). 
 Les opérations PRISME consistent à réduire la quantité de matières nucléaires résiduelles dans les installations de l'usine d'enrichissement Georges Besse, et donc de diminuer les impacts en matière de sécurité, sûreté, radioprotection, gestion des effluents et des déchets, pendant la phase ultérieure de démantèlement[26] ;
- la BU (business unit) Combustible réalise la dernière étape de la fabrication du combustible nucléaire : elle conçoit, fabrique et vend du combustible classique à l'oxyde d'uranium naturel enrichi, mais également du combustible MOX et du combustible URE (Uranium de retraitement), produit à partir du recyclage de combustibles usés. Ce combustible est destiné aux réacteurs nucléaires de type REP (Réacteurs à Eau sous Pression) ou REB (Réacteurs à Eau Bouillante). La business unit Combustible fabrique également les composants en zirconium nécessaires à la réalisation des assemblages – et vend certains de ces composants à des clients externes – et propose des services associés aux combustibles (ingénierie, maintenance des réacteurs).

## Sites et implantations mondiales
Outre son siège social à Châtillon (Hauts-de-Seine), Orano compte en France une trentaine de sites industriels en exploitation dans l'hexagone.
| \| Châtillon (Hauts-de-Seine) · Saint-Quentin-en-Yvelines · Gif-sur-Yvette · La Hague · Équeurdreville-Hainneville · Saint-Sauveur-le-Vicomte · Valognes · Bagnols-sur-Cèze · Site nucléaire du Tricastin · Marcoule · Bessines-sur-Gartempe · Malvési · Blyes · Gien · Avoine (Indre-et-Loire) · Nogent-sur-Seine \| Implantations d'Orano en France. |
| Châtillon (Hauts-de-Seine) · Saint-Quentin-en-Yvelines · Gif-sur-Yvette · La Hague · Équeurdreville-Hainneville · Saint-Sauveur-le-Vicomte · Valognes · Bagnols-sur-Cèze · Site nucléaire du Tricastin · Marcoule · Bessines-sur-Gartempe · Malvési · Blyes · Gien · Avoine (Indre-et-Loire) · Nogent-sur-Seine                                        |

La répartition des implantations est très variable selon les activités. Les activités minières sont réparties au Niger, au Canada et au Kazakhstan pour l'exploitation mais aussi dans d'autres pays pour l'exploration et les projets (Australie, Namibie, Mongolie…). Les business units « Chimie et enrichissement », ainsi que Traitement, Recyclage ou Assainissement sont implantées uniquement en France, la business unit Combustible en France, mais également en Europe hors France et aux États-Unis.
Le groupe intervient sur l'ensemble des activités du cycle du combustible nucléaire : 
- dans l'amont avec la conversion et l'enrichissement de l'uranium, grâce aux usines Comurhex II (conversion d'uranium naturel) et Georges Besse II (enrichissement de l'uranium) sur le site du Tricastin ;
- dans l'aval avec le recyclage des combustibles usés sur le site de la Hague[27], la fabrication de combustibles, dont des combustibles MOX (mélange oxydes d'uranium et de plutonium) mais également le démantèlement et la valorisation des sites ;

En France, dans le domaine du nucléaire, EDF est le principal client d'Orano. Orano a signé en 2012 un contrat avec EDF, pour la fourniture de plus de 30 000 tonnes d'uranium naturel sur la période 2014-2035. Le groupe, en 2012, fournit à EDF près de 40 % des besoins annuels en uranium naturel.
Dans les activités de l'Aval, Areva a signé avec EDF un contrat de partenariat sur la période 2008-2040 pour la gestion des combustibles usés. Le retraitement des combustibles est réalisé dans l'Usine de retraitement de la Hague (Manche) et à Melox Marcoule (Gard).
En octobre 2017, New Areva annonce la signature d'un contrat pour le conditionnement de déchets entreposés sur le site de Marcoule.
En décembre 2017, New Areva annonce avoir signé trois contrats d'une valeur totale de près de 9 millions d'euros pour le traitement et la gestion de déchets radioactifs sur différents sites du Commissariat à l'Énergie atomique et aux Énergies alternatives (CEA). Le premier contrat concerne le traitement sur le site du CEA à Fontenay-aux-Roses de déchets liquides de nature chimique et d'intensité radiologique variées. Le second contrat de 5 ans concerne le renouvellement du contrat d'exploitation de la station de traitement de déchets (STD) du site de Cadarache. Le troisième concerne le maintien en conditions sûres de l'ancienne station de traitement des effluents (STE) de Cadarache, ceci pour 40 mois.

### En Allemagne
En 2013, Areva a signé plusieurs contrats en Allemagne, d'un montant total supérieur à 200 millions d'euros, pour la fourniture d'emballages permettant le stockage de combustibles usés.

### En Belgique
En Belgique l'usine de FBFC, filiale d'Areva, située à Dessel, réalise le montage :
- des assemblages de combustibles pour réacteurs à eau sous pression mais aussi à eau bouillante ;
- des assemblages de combustibles MOX pour les réacteurs à eau sous pression et à eau bouillant.

FBFC Dessel fabrique également :
- des pastilles avec l'oxyde de gadolinium mélangé à la poudre d'oxyde d'uranium ;
- des crayons ;
- des bouchons et ressorts.

### En Ukraine
En mars 2025, Orano et Energoatom annoncent la signature d'un contrat de fourniture de service d'enrichissement à destination des centrales nucléaires ukrainiennes, celui-ci s'ajoute au précédent contrat signé entre Urenco et l'énergéticien ukrainien en 2023 afin de renforcer son indépendance énergétique pour ne pas dépendre du leader mondial russe Rosatom.
Le contrat s'appuie sur une vision long terme avec une échéance en 2040 afin de sécuriser de manière pérenne, l'approvisionnement uranifère ukrainien. Précédemment, Areva fournissait également l'Ukraine mais dans une moindre proportion.

### En Amérique

#### Aux États-Unis
Orano est implanté aux États-Unis via sa filiale Orano USA (anciennement Areva Nuclear Materials) basé à Washington, D.C. Le groupe emploie près de 600 salariés aux États-Unis en 2017, où son chiffre d'affaires s'élève à près de 3 milliards de dollars en 2013.
Orano est implanté aux États-Unis à travers les prestations et services proposés aux acteurs du nucléaire via sa filiale de logistique nucléaire Orano TN (anciennement TN Americas), acteur majeur sur le marché américain de l'entreposage intermédiaire des combustibles usés, des déchets radioactifs et le transport de matières nucléaires. Orano TN intervient sur plus de 30 sites aux États-Unis, plus de 50 % des centrales nucléaires américaines utilisent les produits et les services de transport et d'entreposage de la filiale.
Orano Med, filiale spécialisée dans la médecine nucléaire est installée au Texas.
La société américaine Canberra, leader mondial[réf. nécessaire] pour des prestations de mesure nucléaire pour la sûreté et la sécurité (produits de détection de matériels radioactifs, équipements spécialisés pour les laboratoires et usines du cycle nucléaire, prestations pour la surveillance de la contamination des matériaux et de l'environnement…) était une filiale d'Areva jusqu'en 2016.
Dans le domaine du recyclage des combustibles usés, l'alliance INRA (International Nuclear Recycling Alliance), conduite par Areva et Mitsubishi Heavy Industries, a signé un contrat avec le Department of Energy (DOE) pour étudier le développement aux États-Unis d'une usine de traitement des combustibles nucléaires usés, et d'un réacteur de génération avancée pour les recycler. Ce contrat s'inscrit dans le cadre du programme Global Nuclear Energy Partnership (GNEP), aujourd'hui appelé International Framework for Nuclear Energy Cooperation (IFNEC) et dont la France est un des membres.
En 2012, Areva a signé plusieurs contrats significatifs dans le domaine du combustible :
- signature d'un contrat de 500 millions de dollars avec l'électricien américain Xcel Energy. Il comprend la fourniture d'uranium, la conversion, l'enrichissement, la conception et la fabrication du combustible ainsi que les services d'ingénierie associés, destinés à la centrale nucléaire de Monticello (Minnesota). Le contrat porte sur l'approvisionnement de l'électricien en uranium enrichi et en combustible jusqu'en 2025[38] ;
- prolongation, par FirstEnergy Nuclear Operating Company, filiale de FirstEnergy Corp. basée à Akron (Ohio), du contrat conclu avec Areva en 2006, afin que le groupe continue à l'approvisionner en combustible pour la centrale nucléaire de Davis-Besse. Le groupe fournira six lots d'assemblages de combustible et les services d'ingénierie associés à compter de 2014[39].

En avril 2017, Areva Nuclear Materials et NorthStar annoncent la création de leur joint-venture ADP (Accelerated Decommissioning Partners), qui associe toutes les compétences nécessaires (dans les domaines du management, de la régulation, de l'expertise technique et financière) pour mener à bien des projets d'assainissement-démantèlement d'installations nucléaires aux États-Unis.
En février 2018, Orano TN a remporté un contrat dans le domaine de l'entreposage à sec du combustible usé avec un client américain pour la période 2018-2025.
Orano annonce en décembre 2022 l'achèvement du démantèlement du cœur du réacteur à eau bouillante de Vermont Yankee ; la découpe et le conditionnement de la cuve et des composants internes du réacteur ont été réalisés par les équipes d'Orano en moins de quatre ans.

#### Au Canada
Areva est présent au Canada via sa filiale Areva Resources Canada, spécialisée dans l'exploration et l'exploitation de gisements d'uranium.
Cette filiale exploite la mine d'uranium de McClean Lake, dont l'usine de traitement du minerai en cours d'extension sera remise en service en 2014[réf. nécessaire].
Areva est également partenaire de Cameco Corp dans l'exploitation de deux autres mines, McArthur River et Cigar Lake. Ces deux sites sont considérés comme détenant les plus importants gisements à forte teneur au monde (entre 150 et 200 kg d'uranium par tonne de minerai extrait)[réf. nécessaire].
Grâce à l'agrandissement de l'usine de McClean Lake, qui a fait l'objet d'un investissement de 107 millions d'euros en 2011, Areva peut traiter l'uranium extrait de Cigar Lake, situé à une quinzaine de kilomètres.
Areva Resources Canada a réalisé une 1re procédure complète de réaménagement et de déclassement d'un site minier après épuisement des réserves : l'ancien site minier de Cluff Lake, démantelé et réhabilité, a été entièrement replanté.
Areva réalise également de nombreuses explorations, afin de diversifier ses réserves, dans différentes régions canadiennes à fort potentiel uranifère : dans la Saskatchewan et au Nunavut. Certains gisements sont en phase de développement (Kiggavik, Shea Creek,, Midwest). D'après le Réseau Sortir du nucléaire, le projet au Nunavut menace l'écosystème fragilisé par le changement climatique et les conditions de vie des Inuits. Le projet Kiggavik a reçu un avis défavorable d'une commission canadienne en raison des incertitudes sur le calendrier.

#### Au Brésil
Début 2010, INB (Industrias Nucleares do Brasil) et Areva ont signé un contrat pour la fourniture de service de conversion, permettant d'alimenter en combustible le complexe nucléaire brésilien Angra pour les 5 prochaines années (les unités 1 et 2 et prochainement l'unité 3).

### En Afrique
Areva est présent en Afrique depuis plus de 50 ans, essentiellement au Niger, au Gabon et en Namibie. Areva acquiert UraMin en 2007, renommée Areva Resources Southern Africa. Cette société est la représentante des activités d'extraction de l'uranium en Afrique, à l'exception du Niger et du Gabon.

#### La politique d'Areva en Afrique
Selon l'association Survie, Areva se procure l'uranium en Afrique à bas coût, au prix d'ingérences politiques et de conséquences environnementales, sanitaires et sociales catastrophiques pour les populations locales.
Les activités minières d'Areva sont en fait conduites avec l'accord des gouvernements, dans le cadre des standards internationaux. Areva a par ailleurs mis en place une politique environnementale et sociale responsable. La gestion durable de l'environnement vise à limiter l'impact des activités du groupe à un niveau aussi faible que raisonnablement possible (principe ALARA : As Low As Reasonably Achievable). Les mines en exploitation respectent la norme internationale ISO 14001 reconnaissant une gestion durable de l'environnement, au Niger mais également dans les autres pays. En ce qui concerne la sécurité et la santé au travail, les mines en exploitation en Afrique respectent par exemple la norme OHSAS 18001.
En 2012, Areva s'est fixé pour objectif d'avoir une exposition inférieure à 16 mSv par an, sachant que la Commission internationale de protection radiologique (CIPR) et la directive Euratom 96/29 fixent l'exposition maximale d'un salarié à 20 mSv par an en moyenne sur cinq ans, sans dépasser 50 mSv au cours d'une même année. Concernant les populations riveraines, la limite annuelle est fixée à 1 mSv ajouté au fond radiologique naturel. Cette limite est respectée autour des mines d'Arlit et Akouta au Niger et de l'ancienne mine d'uranium de Mounana au Gabon. Areva soutient également des projets d'aide à la population. Plus de 25 millions d'euros ont ainsi été consacrés en six ans à des actions de développement communautaire au Niger (éducation, accès aux soins, développement socio-économique local…).

#### Au Gabon
Areva est présent au Gabon depuis la fin des années 1950 et est l'actionnaire principal de la Compagnie des mines d'uranium de Franceville (Comuf). Par ailleurs, le groupe détient à 100 % la filiale Areva Gabon. Les activités d'Areva dans le pays concernant essentiellement l'exploitation minière et le réaménagement de sites.
L'exploitation d'uranium par le groupe français Areva au Gabon est  « controversée ». Les conséquences de cette exploitation à Mounana, depuis la cessation des activités d'Areva en 1999, sont vécues comme un traumatisme avant tout social, mais aussi environnemental et sanitaire. Le site de Mounana a été réaménagé de 1999 à 2004. Ces réaménagements ont fait l'objet de contrôles de la part de l'AIEA.
Areva a repris fin 2008 des activités de prospection d'uranium dans le bassin du Francevillien.

#### Au Niger
Orano exploite depuis 1971 de l’uranium dans le nord du Niger. La société opère au Niger à travers la société Areva NC Niger, filiale à 100 % d'Areva NC, qui coordonne les filiales du groupe, coentreprise entre la société française Areva NC et l'état nigérien : SOMAÏR, COMINAK et Imouraren SA.
Le 20 juin 2024, le gouvernement militaire au pouvoir au Niger retire à Orano le permis d'exploitation de la mine d'uranium d'Imouraren, dans le nord du pays. Imouraren est l'un des plus grands gisements d'uranium au monde, avec des réserves estimées à 200 000 tonnes. Le Niger fournit 4,7 % de la production mondiale d'uranium naturel en 2021.

#### En Namibie
Areva est présent en Namibie au travers de sa filiale Areva Resources Namibia, créée en 2007 pour exploiter le gisement de Trekkopje, situé à 70 km au nord-est de Swakopmund, dans la région désertique d'Erongo. Le gisement de Trekkopje, à faible teneur en uranium (environ 0,1 kg d'uranium par tonne de minerai extrait), couvre une surface d'environ 16 km sur 4 km. Ce site exploitera le procédé de traitement du minerai à faible teneur par lixiviation en tas par voie alcaline.
Cependant, du fait de la baisse du marché de l'uranium, Areva a été contraint de reporter la mise en exploitation du gisement. Les installations font l'objet d'un programme de surveillance et de maintenance, pour assurer le redémarrage du projet lorsque les conditions de marché le permettront. Areva s'est engagé à maintenir sa présence en Namibie et à mener des actions auprès des populations locales de la région d'Erongo (construction de classes, aménagement d'infrastructures…).
Pour alimenter son installation de traitement du minerai de Trekkopje, grosse consommatrice d'eau, Areva a construit la 1re usine de dessalement de l'eau de mer d'Afrique australe : l'EDP (Erongo Desalination Plant). Capable de produire jusqu'à 20 Mm3 d'eau potable par an grâce à une technologie d'ultrafiltration, cette usine approvisionnera en eau les activités d'Areva. En attendant le redémarrage du projet Trekkopje, Areva a signé un contrat de distribution de l'eau avec la compagnie nationale des eaux Namibia Water Corporation Ltd (NamWater).

#### En république démocratique du Congo
Le 26 mars 2009, Joseph Kabila a décidé de confier la relance de la filière uranium à Areva lors de la visite de Nicolas Sarkozy et Anne Lauvergeon. Au sud du pays, la mine d'uranium de Shinkolobwe possède d'un gisement d'uranium qui est exploité clandestinement.

### En Asie

#### En Chine
La collaboration d'Areva avec la Chine concerne également :
- la fabrication et gestion des assemblages de combustible :
  - Areva a noué un partenariat avec la centrale de Yibin, appartenant à la CNNC (China National Nuclear Corporation). Le 1er programme de transfert de technologie date de 1991 avec la technologie d'assemblage de combustible AFA 2G (Advanced Fuel Assembly 2e génération)[66],
  - en 1998, un accord portant sur une nouvelle technologie du combustible a été signé pour prolonger la durée des cycles de combustible grâce à un assemblage de combustible plus performant, AFA 3G,
  - Areva a participé à la construction de la seconde ligne de fabrication d'assemblages de combustible de Chine à Baotou (Mongolie-Intérieure). En 2011, Areva a fourni à la Chine plus de 1 600 assemblages de combustible. Aujourd'hui, le groupe fournit la totalité des composants importés en Chine pour la fabrication des assemblages AFA 3G[67] ;

- le recyclage :
  - en novembre 2010, Areva et CNNC ont signé un accord industriel (dernière étape avant un contrat commercial) sur la coopération dans le domaine du traitement-recyclage des combustibles usés,
  - l'accord d'avril 2013 entre Areva et CNNC constitue un jalon décisif de la négociation en vue de la signature du futur contrat de vente de l'usine. Il couvre les spécifications techniques et l'organisation du projet ainsi que les responsabilités et le périmètre de travail de chaque partenaire. La future usine traiterait les combustibles nucléaires usés des centrales chinoises afin d'en récupérer les matières valorisables et de recycler celles-ci sous forme de combustible[68].

Le 9 décembre 2017, New Areva et China National Nuclear Corporation (CNNC) signent à Pékin un protocole d'accord commercial dans le but de faire aboutir un projet d'usine chinoise de traitement et recyclage des combustibles usés. Cette usine d'une capacité de 800 tonnes sera bâtie sur le modèle des usines de La Hague et Melox.

#### En Corée du Sud
En décembre 2017, New Areva et Korea Hydro & Nuclear Power (KHNP) annoncent la signature d'un accord important visant à renforcer leur coopération dans les domaines de l'assainissement et du démantèlement.

#### En Inde
Dès la réouverture du commerce nucléaire entre le pays et le reste du monde, Areva a conclu, fin décembre 2008, le premier contrat de fourniture d'uranium d'origine étrangère, signé avec le département à l'Énergie atomique indien. Cet accord porte sur la livraison de 300 tonnes d'uranium à l'électricien nucléaire indien Nuclear Power Corporation of India (NPCIL), destinées à alimenter ses réacteurs soumis aux contrôles de l'AIEA[réf. nécessaire].

#### Au Japon
Un des réacteurs de la centrale nucléaire de Fukushima Daiichi fonctionnait au combustible MOX, fourni par Areva.
À la suite de la catastrophe nucléaire survenue le 11 mars 2011 après un séisme survenu en mer, sur la côte pacifique de Tōhoku, Areva et Veolia décontaminent, dès avril 2011, 18 000 m3 sur les 110 000 m3 d'eau injectés dans la centrale pour la refroidir. Ils furent ensuite remplacés par Toshiba,,.
En 2013, Greenpeace annonce qu'Areva envoie à nouveau du combustible nucléaire MOX vers le Japon.
Le 5 mai 2014, Areva annonce son association avec le Japonais Atox (spécialiste de la maintenance des sites nucléaires) dans une coentreprise nommée Anadec, dont le but sera le démantèlement de cette centrale.

#### Au Kazakhstan
Depuis 1996, Areva exploite l'uranium du Kazakhstan via sa filiale KATCO avec l'entreprise Kazak Kazatomprom. En 2012, environ 40 % de l'uranium extrait par Areva provient du Kazakhstan[réf. nécessaire].
En 2014, Areva procède à un transfert de technologies concernant des lignes d'assemblage de combustible nucléaire dans l'usine métallurgique d'Oulba.

#### En Mongolie
Areva emploie 130 salariés en Mongolie. Le groupe mène des opérations d'exploration minière depuis plus de 15 ans dans le pays, où il détient 25 licences d'exploration : 11 licences sur le bassin du Sainshand et 14 sur le bassin de Dariganga.
La Mongolie est parmi les 10 pays possédant les ressources en uranium les plus importantes. Le pays, dont le développement minier nourrit la croissance depuis le milieu des années 2000, veut placer l'uranium au cœur de sa politique d'indépendance. L'État mongol a pour cela conclu des accords avec la France – et Areva en particulier − la Russie, la Chine, le Japon et l'Inde.
Fin 2009, un accord de coopération dans le secteur de l'énergie nucléaire a été signé entre Areva et l'État mongol.
Depuis février 2013, le Conseil Professionnel des Ressources Minérales auprès du Ministère des Mines a officiellement classé le gisement de Zoovch Ovoo, ressource stratégique, avec 60 000 tonnes d'uranium,. La zone est sous licence d'exploration jusqu'en 2015. Areva y mène des études géologiques pour confirmer la viabilité économique, technique et environnementale du projet et définir le procédé d'exploitation le mieux adapté. En octobre 2013, un accord a été signé pour créer la société Areva Mines LLC, détenue à 44 % par Areva, 22 % par Mitsubishi Corporation et 34 % par MON-ATOM, société publique nucléaire mongole. Cette nouvelle société chapeautera tous les projets d'exploitation minière.
Orano a réalisé de juillet 2021 à décembre 2022 un test pilote sur site pour l'extraction d'uranium du gisement de Zuuvch Ovoo, en partenariat avec la société nationale mongole Mon-Atom. Emmanuel Macron appuie le projet de mine d'uranium lors de sa visite en Mongolie en mai 2023. En octobre de la même année, un protocole d'accord est signé pour exploiter la mine. Cet accord établit le cadre d'un investissement mutuel, définissant les bases des relations entre Orano et le gouvernement mongol pour les décennies à venir.
En décembre 2024, la Mongolie annonce un accord avec Orano sur l'exploitation d'une nouvelle mine d'uranium à partir de 2028 dans la province de Dornogovi, représentant un investissement de 1,6 milliard d'euros,.

#### En  Ouzbékistan
Orano y détient la coentreprise Nurlikum Mining. Le 12 mars 2025, Orano signe un accord avec le producteur Navoiyuran.

## Organisation
Orano est une société anonyme de droit français à conseil d'administration. Son directeur général est Nicolas Maes.

### Conseil d'administration

#### Membres indépendants nommés par l'assemblée générale
1. Claude Imauven président du conseil - mandat : nommé en 2017
2. Nicolas Maes - mandat : nommé en 2023
3. Anne-Sophie Le Lay - mandat : nommée en 2020
4. Patrick Pelata - mandat : nommé en 2018
5. Marie-Hélène Sartorius - mandat : nommée en 2017

#### Membres nommés par l'assemblée générale sur proposition de l'État
1. Philippe Braidy - mandat : nommé en 2020
2. François Delattre - mandat : nommé en 2019
3. François Jacq - mandat : nommé en 2018
4. Cécile Sellier - mandat : nommée en 2020
5. Marie-Solange Tissier - mandat : nommée en 2017

#### Membres représentant l'État, nommés par arrêté ministériel
1. Bruno Vincent - mandat : nommé le 27 juillet 2017

#### Membres représentant les salariés désignés par les organisations syndicales
1. Bernard Bastide - mandat : nommé en 2020
2. Alexia Dravet - mandat : nommée en 2017

## Données financières
Le chiffre d'affaires a connu une très forte croissance, de 40%, entre 2006 et 2009, soit en seulement trois ans, en grande partie grâce à celui de la filiale Areva T&D, qui augmente sa part du marché mondial de l'interconnexion électrique, en pleine croissance, passant de 7% à 11%.
Parallèlement, le carnet de commandes fait plus que doubler pour atteindre 49,5 milliards d'euros en 2009 contre seulement 20,5 milliards d'euros en 2005. Cette double croissance des ventes et des commandes met l'entreprise face à une explosion du crédit fournisseurs qu'elle doit assurer à ses sous-traitants, et elle obtient des crédits bancaires pour y faire face, complétés par une progression de ses capitaux propres sous le double effet des bénéfices engrangées et de la vente d'actions en Bourse, où son cours a quasiment triplé. La dette financière passe ainsi de 2,1 milliards d'euros à 7,7 milliard d'euros.
En 2010, la cession de sa principale filiale, Areva Transmission et distribution, appelée aussi Areva T&D, fait chuter le carnet de commandes et s'effondrer les ventes tandis que le résultat d'exploitation passe brutalement de 501 millions d'euros à une perte d'exploitation de 423 millions d'euros. S'ajoute à cette évolution les provisions comptables pour dépréciations d'actifs passées pour le retard sur les chantiers EPR, significatives à partir de 2007 et qui augmentent progressivement.
Par ailleurs, la cession de la filiale Areva T&D, qui assurait près de la moitié des bénéfices déséquilibre le plan de financement d'Areva, qui a déjà été fragilisé par l'explosion du crédit fournisseur dans le sillage de celle du carnet de commandes entre 2005 et 2009, tandis que l'augmentation des capitaux propres a été réelle, mais freinée par des ventes d'actions sur le marché boursier en moins grand nombre que prévu par la direction du groupe.
La crise de la dette publique en Europe en 2011 et surtout la catastrophe de Fukushima de mars 2011 obligent à augmenter brutalement les provisions comptables pour dépréciations d'actifs et la perte d'exploitation approche de 2 milliards d'euros pour l'année 2011.
Ces provisions viennent amputer les capitaux propres qui étaient montés jusqu'à plus de 8 milliards d'euros en 2010, après que le 30 juin 2009, Areva ait annoncé qu'il allait cèder 15% du capital à de nouveaux partenaires et à ses salariés.
| Années                      | 2002  | 2003  | 2004   | 2005     | 2006   | 2007   | 2008   | 2009     | 2010   | 2011   | 2012   | 2013   | 2014   | 2015   | 2016   | 2017   | 2018   | 2019   | 2020   | 2021   |
| --------------------------- | ----- | ----- | ------ | -------- | ------ | ------ | ------ | -------- | ------ | ------ | ------ | ------ | ------ | ------ | ------ | ------ | ------ | ------ | ------ | ------ |
| Chiffre d'affaires          | 8 265 | 8 255 | 11 109 | 10 125 ¹ | 10 863 | 11 923 | 13 160 | 14 003 ³ | 9 104  | 8 872  | 9 342  | 9 240  | 8 336  | 4 199  | 4 401  | 3 926  | 3 623  | 3 787  | 3 684  | 4 726  |
| Résultat d'exploitation     | 180   | 342   | 640    | 551      | 407    | 751    | 417    | 501      | −423   | −1 866 | 118    |        |        |        | 415    | −34    |        |        |        |        |
| Résultat net part du groupe | 240   | 389   | 451    | 1 049 ²  | 649    | 743    | 589    | 552      | 883    | −2 503 | −99    | −494   | −4 834 | −2 038 | −239   | −252   | −544   | 408    | −70    | 678    |
| Capitaux propres            | 4 020 | 4 113 | 4 928  | 6 362    | 6 722  | 6 994  | 6 547  | 6 648    | 8 664  | 5 448  | 5 174  | 5 082  | 4 982  |        | −1 016 | 952    | 723    | 1 248  | 1 089  | 1 858  |
| Dette financière            | 2 217 | 800   | 1 884  | 2 016    | 2 119  | 4 915  | 6 662  | 7 741    | 7 240  | 5 522  | n.c.   | 6 176  | 5 809  |        | 5 873  | 5 105  | 4 415  | 4 153  | 4 191  | 3 441  |
| Carnet de commandes         | n.c.  | n.c.  | 19 820 | 20 569   | 25 627 | 39 834 | 48 246 | 49 438   | 44 204 | 45 558 | 45 369 | 41 521 | 46 866 |        | 33 573 | 30 788 | 31 789 | 29 944 | 26 994 | 25 800 |

(1) sans FCI, le pôle connectique vendu, soit +3,7 % en données comparables
(2) 451 M€ hors FCI (pôle connectique)
(3) 8 529 M€ hors T&D

### Actionnariat
L'ouverture du capital d'Areva a été annoncée par le gouvernement français en 2003, puis reportée plusieurs fois, notamment au profit des privatisations de GDF et d'EDF. Fin octobre 2005, le premier ministre Dominique de Villepin a annoncé qu'il suspendait le processus.
Le 31 août 2007, Anne Lauvergeon a insisté sur la nécessaire évolution du capital pour financer le développement et le 30 juin 2009, Areva cède 15% du capital à de nouveaux partenaires et à ses salariés.
Plus tard, le 2 novembre 2015, face aux difficultés d'Areva, et lors de la visite de François Hollande à Pékin, l'État-actionnaire (à 86 %) décide un protocole d'accord entre Areva et le chinois CNNC, qui prévoit une prise de participation minoritaire, une coopération industrielle entre les deux groupes et un recentrage d'Areva sur le cycle du combustible.
Mais les discussions qui s'ensuivent n'aboutissent pas, et début 2017, l'assemblée générale d'Areva approuve l'entrée au capital des deux entreprises japonaises Mitsubishi Heavy Industries (MHI) et Japan Nuclear Fuel Limited (JNFL) avec une prise de participation à hauteur de 5 % chacune, apportant au total 500 millions d'euros.
Au 1er mars 2018, une fois effective l'entrée au capital des deux investisseurs japonais, l'actionnariat du groupe Orano se répartit ainsi :
1. État français : 45,2 %;
2. Areva SA : 40 %;
3. JNFL (Japan Nuclear Fuel Limited) : 5 %;
4. Mitsubishi Heavy Industries (MHI) : 5 %;
5. CEA (commissariat à l'Énergie atomique et aux Énergies alternatives) : 4,8 %.

Au 31 décembre 2020, l'actionnariat d'Orano est composé ainsi, après l'acquisition le 3 décembre 2018 par l'État des actions du CEA :
1. État français : 50 % + 1 action;
2. Areva SA : 20 %;
3. Caisse des dépôts : 10%;
4. Natixis : 10%;
5. JNFL (Japan Nuclear Fuel Limited) : 5 %;
6. MHI (Mitsubishi Heavy Industries) : 5 %;
7. CEA (commissariat à l'Énergie atomique et aux Énergies alternatives) : 1 action.

Le 12 février 2021, l'État français achète 4 % des titres à Areva. En juillet 2021, l'État français acquiert une participation de 16 % auprès d'Areva et de la Caisse des dépôts, pour 994 millions d'euros,. En septembre 2021, l'État français acquiert la participation restante d'Areva dans Orano de 9,4 % pour 563 millions d'euros,.
En 2024, l'état monte sa part dans le capital d'Orano « à hauteur de 90,33% ». Les actionnaires japonais Japan Nuclear Fuel Limited et Mitsubishi Heavy Industries Ltd, qui détenaient chacun 5% du capital, voient leur part passer à 4,83% chacun.

## Communication

### Campagnes de publicité
Avec le slogan « Nous n'avons rien à vous cacher », Anne Lauvergeon instaure dès sa prise de fonction en 2001 une culture de communication grand public dans une structure plus habituée au secret, qui va néanmoins rapidement devenir une marque de fabrique du groupe.
En 2006, une campagne à l'échelle mondiale, « Experts en énergie », gérée par Euro RSCG C&O, et réalisée par le collectif français H5, s'est donné comme but de « renforcer la visibilité de la marque, de développer ses compétences et de montrer la cohérence de ses activités dans le domaine de l'énergie. » Cette campagne, illustrée par la célèbre chanson Funkytown, a été critiquée par les antinucléaires qui ont dénoncé « la contamination funky ».
En 2009, le slogan « L'énergie au sens propre » est suspendu puis retiré face à la contestation des écologistes,.
Fin 2010, une nouvelle campagne publicitaire déferle sur les écrans avec le film L'épopée de l'énergie. Diffusée en Europe et aux États-Unis pour un coût annoncé d'au moins 20 millions d'euros, elle provoque une nouvelle fois une critique virulente de nombreux anti-nucléaires et des promoteurs des économies d'énergie.
À partir de janvier 2011, le Réseau Sortir du nucléaire diffuse une campagne pour dénoncer la « propagande » d'Areva.
En octobre 2013, Areva lance une nouvelle campagne publicitaire : « L'avenir pour énergie ». Elle est déployée dans les médias français, en presse écrite et sur le web, et relayée sur les médias sociaux. Cette campagne se compose de 5 annonces des engagements du groupe (la sûreté, les énergies renouvelables, l'emploi, l'innovation et le développement à l'international) illustrés par des photographies industrielles, des faits et chiffres marquants. Ces annonces mettent en valeur des métiers et des expertises de collaborateurs Areva, se voulant « factuelle, authentique et fidèle à [leurs] métiers ». À cette occasion, Areva a également changé son identité sonore.

### Politique environnementale
En décembre 2017, New Areva renouvelle son engagement commun avec 90 autres entreprises en faveur du climat, le French business climate pledge, engagement qu'il avait signé initialement en 2015.

### Sponsoring sportif

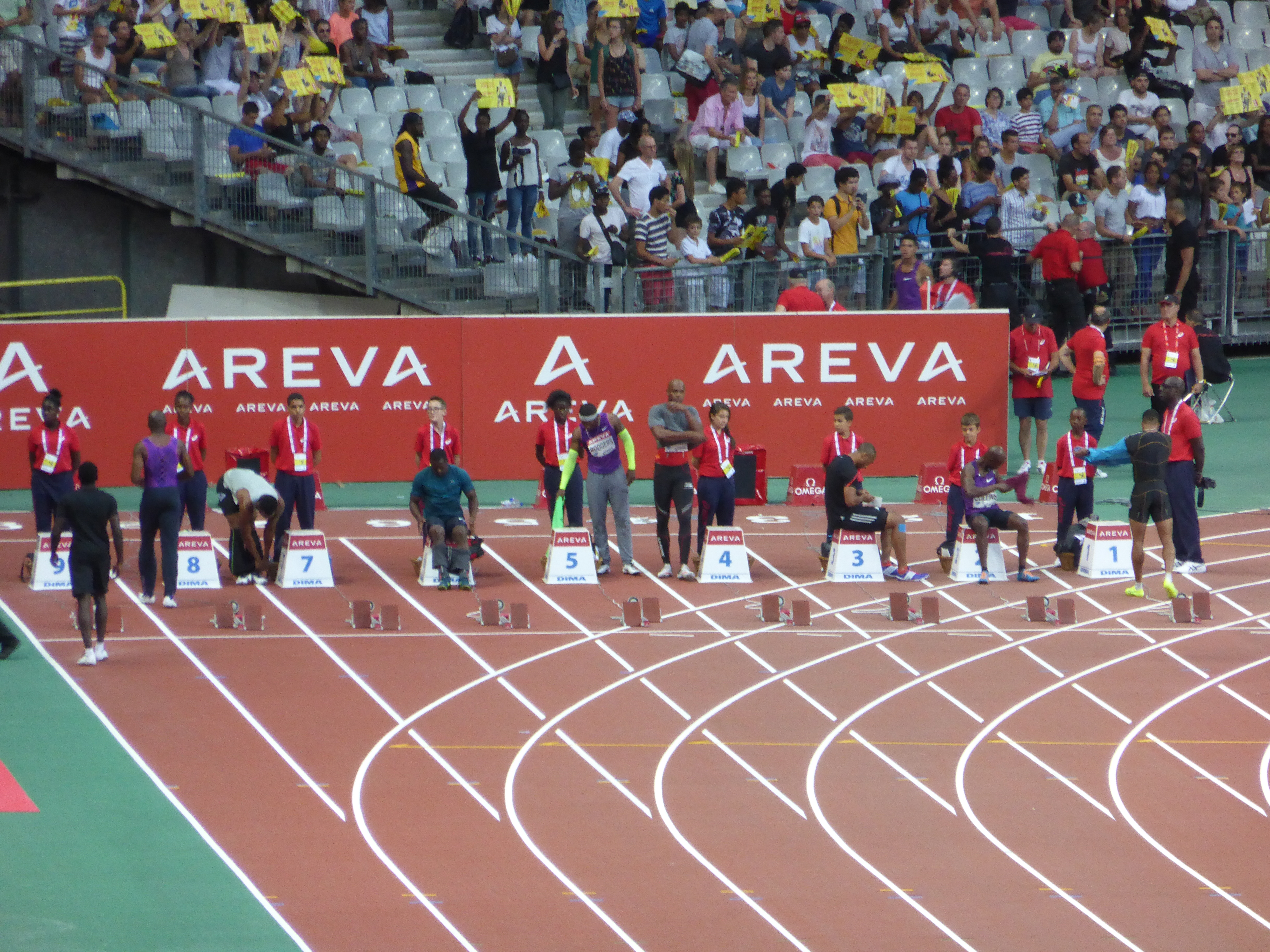
La dernière édition du Meeting Areva en 2015 au Stade de France à Paris.

Areva sponsorise des bateaux français à la Coupe de l'America : Défi Areva en 2003, Areva Challenge quatre ans plus tard. Une action de greenpeace est entreprise à Lorient en 2002 contre le bateau de l'équipe française de l'America's Cup, ce qui donna lieu à une plainte de la société propriétaire du Défi Areva contre les militants de Greenpeace dont l'embarcation avait heurté le voilier.
En Allemagne, Areva NP, dont le siège social allemand se trouve à Erlangen près de Nuremberg, est le principal sponsor du club de football de première division 1. FC Nürnberg de 2008 à 2012. Le contrat, signé en 2008, court jusqu'à la saison 2011/2012. Cependant, après les accidents nucléaires de Fukushima, des protestations de supporteurs et de groupes écologistes remettent en cause le contrat liant le club à l'entreprise,. Le contrat achevé, Areva se concentre alors sur l'athlétisme.
En 2009, le groupe Areva se lance dans le programme « Athlenergy » et devient jusqu'en 2015 le sponsor de la Fédération Française d'Athlétisme et le partenaire officiel du Meeting Diamond League de Paris Saint-Denis (athlétisme), appelé « Meeting Areva ».
Areva structure son dispositif autour du Meeting Areva, mais aussi aux côtés de l'équipe de France d'athlétisme qui porte les couleurs du groupe lors des compétitions nationales et internationales[réf. nécessaire].
Areva sponsorise également des événements de courses à pied :
- Semi-marathon de Paris ;
- 10 km L'Équipe ;
- Marseille-Cassis ;
- SaintéLyon.

Le groupe a également sous contrat l'image de certains athlètes, composé de « têtes d'affiches » ainsi que de jeunes espoirs.
Pour l'année 2013, ces athlètes sont le sprinteur Jimmy Vicaut, l'heptathlonienne Antoinette Nana Djimou et le groupe d'entraînement du Montpellier Décathlon Elite (notamment avec Romain Barras et Kévin Mayer). Ce partenariat se poursuit jusqu'en 2016.

## Affaires diverses
- Le 24 janvier 2007, la Commission européenne condamne Areva et neuf autres fabricants d'appareillages de commutation à isolation gazeuse (en) pour entente illicite (de 1988 à 2004). Areva est condamnée à verser une amende de 53,5 millions d'euros au budget européen[135].
- En mai 2016, Anne Lauvergeon, PDG d'Areva de 2001 à 2011, est mise en examen pour publication de comptes inexacts et diffusion de fausses informations, les provisions pour constater la perte de valeur d'Uramin n'ayant été passées que très tardivement[136].
- En octobre 2016, Alain-Pierre Raynaud (ancien directeur financier d'Areva) est mis en examen dans la même affaire pour « complicité de présentation et publication de comptes inexacts et diffusion de fausses informations »[137]. En juin 2019, Anne Lauvergeon et Sébastien de Montessus (ancien directeur des activités minières d'Areva) sont également mis en examen pour entrave aux missions des commissaires aux comptes[138].
- Orano obtient en juillet 2019 l'autorisation des autorités du Kazakhstan de raser 366 hectares dans une « zone forestière » protégée du désert de Muyunkum, boisée d'un arbre en disparition, le saxaoul, afin d'exploiter un gisement d'uranium. L'autorisation est obtenue à la suite d'une visite du ministre de l'Économie Bruno Le Maire qui a permis, selon les sources au gouvernement français du Figaro, de faire signer et publier ce décret en réglant des « tracasseries administratives »[139].
- Le 11 décembre 2012, l'Observatoire du nucléaire accuse Areva de corruption[140]. S'estimant diffamée, Areva l'assigne en justice[141] et Stéphane Lhomme, président de l'Observatoire est condamné pour diffamation le 7 février 2014 par le tribunal correctionnel de Paris, qui ordonne le retrait des propos litigieux du site internet[142]. Stéphane Lhomme fait appel et, le 21 janvier 2015, Areva est finalement déboutée par la Cour d'appel de Paris[143].
- Le 24 novembre 2020, le parquet national financier ouvre une information judiciaire pour « corruption d'agent public étranger, corruption privée, association de malfaiteurs, abus de biens sociaux, abus de confiance et blanchiment en bande organisée de ces délits » dans l'affaire de courtage d'uranium nigérien, appelée Uraniumgate, qui a causé d'importantes pertes à Areva[144].

## Coopération avec la Russie
En 2005, Areva (devenue Orano) s'engage à aider Rosatom en lui livrant une première unité industrielle de défluoration (séparation de l'acide fluorhydrique de l'uranium appauvri issu du procédé d'enrichissement pour le reconditionner sous une forme solide et stable ; pour un futur éventuel usage comme combustible nucléaires.
Fin 2019, en présence de Bruno Le Maire (Ministre de l'Economie et des Finances) Orano annonce à Moscou, la signature d'un contrat de 40 millions d'euros avec ECP, filiale Rosatom pour la participation à la construction d'une usine d'uranium appauvri à construire à Zelenogorsk en Russie, Orano fournissant à horizon 2022 les équipements de défluoration d'uranium appauvri, ainsi qu'une prestation d'assistance technique pour l'installation des équipements, et la mise en route de l'usine. Selon Orano, ce contrat vient « consolider la relation de confiance établie entre nos équipes et celles de Rosatom » et devrait mobiliser une vingtaine d'ingénieurs dans le groupe et une partie du réseau de sous-traitants historiques d'Areva/Orano en France « pour la fabrication des pièces afin de garantir la qualité, la performance et la maîtrise des coûts ».
Dans une résolution du 1er mars 2022 à la suite de l'invasion de l'Ukraine par la Russie de 2022, le Parlement européen « invite les États membres à mettre un terme à toute collaboration avec la Russie dans le domaine nucléaire, en particulier avec Rosatom et ses filiales ».
L'invasion de l'Ukraine par la Russie pose la question de l'avenir de la filière du retraitement du combustible usagé des centrales nucléaires françaises. L'installation de conversion, seule usine au monde capable de recycler l'uranium déchargé des réacteurs nucléaires français, est située à Seversk, dans la région de Tomsk, en Sibérie, qui appartient au groupe russe Rosatom. Orano a continué à y envoyer de l'uranium usagé jusqu'en octobre 2022. Les stocks s'accumulent en France, pour environ 33 000 tonnes. En l'absence de retraitement, l'uranium issu des combustibles usés devrait être considéré comme un déchet supplémentaire à gérer,,.
Pour diminuer la dépendance des énergéticiens électriques occidentaux à l'enrichissement de l'uranium par la Russie pour leurs combustibles nécessaires à leurs réacteurs nucléaires dont un tiers des approvisionnements est assuré par Rosatom, Orano veut lancer au plus vite l'extension de son  usine d'enrichissement de l'uranium au Tricastin (Drôme), afin d'augmenter de 30 % ses capacités de production d'ici 2030. Orano représente 12 % de parts de marché mondial de l'enrichissement et 60 clients dans le monde,.

## Pollutions et fuites

### Fuite d'uranium au Tricastin
Le 26 novembre 2013, à la suite du rejet de la Cour de cassation, Areva-Socatri a été définitivement condamnée pour pollution des eaux à la suite de l'importante fuite d'uranium survenue en juillet 2008 à l'usine Socatri sur le Site nucléaire du Tricastin.

### Pollution à l'américium et au plutonium à La Hague
L'Association pour le contrôle de la radioactivité dans l'Ouest (ACRO) relève en octobre 2016 une pollution radioactive liée à la présence d'américium-241 près de l'usine Areva de La Hague. Cette pollution est confirmée par l'entreprise en janvier 2017. L'analyse des échantillons par l'Institut de radiophysique du centre hospitalier universitaire de Lausanne révèle également une pollution au plutonium. Areva exclut « un risque sanitaire pour l'homme ».

### Mines d'uranium au Niger
La Compagnie minière d'Akouta (Cominak), a poursuivi l'exploitation de 1978 à 2021 de la mine d'uranium d'Akouta près d'Arlit. Elle a produit 75 000 tonnes d'uranium et a fermé à la suite de l'épuisement de ses réserves. Les « résidus radioactifs » issus de l'extraction de l'uranium inquiètent ONG et riverains. Le chantier de sécurisation porte sur les 20 millions de tonnes de déchets de roches et résidus de minerais. Les montagnes de déchets s'étendent sur 120 hectares. Le réaménagement, d'un coût de 150 millions d'euros doit durer dix ans, suivis par au moins cinq ans de surveillance environnementale. Le but est de restituer un « site sûr, sain et non polluant »,.

## Activité de lobbying
En 2021, les dépense de lobbying déclarées en 2021 par Orano auprès de Paris, Bruxelles et Washington sont comprises dans la fourchette de 1,6 million d’€, 1,8 million d’€.

### Auprès de l'Assemblée nationale
Areva est inscrit comme représentant d'intérêts auprès de l'Assemblée nationale. L'entreprise déclare à ce titre qu'en 2015, les coûts annuels liés aux activités directes de représentation d'intérêts auprès du Parlement sont compris entre 50 000 et 100 000 euros. En 2017, elle déclare 250 000 euros de dépenses de lobbying en France.

### Auprès des institutions de l'Union Européenne
Areva est inscrit depuis 2009 au registre de transparence des représentants d'intérêts auprès de la Commission européenne. Elle déclare en 2016 pour cette activité cinq collaborateurs à temps plein et des dépenses d'un montant compris entre 600 000 et 700 000 euros.

### Aux États-Unis
Selon le Center for Responsive Politics, les dépenses de lobbying d'Orano aux États-Unis s'élèvent en 2022 à 370 000 dollars. Elles ont culminé en 2007 à 1 887 000 dollars.